# 가와사키촌 (미에현)
가와사키촌(川崎村)은 미에현 스즈카군에 설치되었던 촌이다. 현재의 가메야마시 북동부에 해당한다.